# Mount Despair (Washington)
Der Mount Despair ist ein zerklüfteter Berg im Norden des North Cascades National Park im US-Bundesstaat Washington. Nordöstlich des Mount Despair liegt die Picket Range.
Der Name des Berges stammt von Lage Wernstedt vom U.S. Forest Service, welcher die Region in den 1920er Jahren kartierte. Der Name tauchte erstmals 1931 auf den Karten des Forest Service auf.:86

## Nahegelegene Gipfel
- Bacon Peak – 7.008 ft (2.136 m) – 48° 40′ N, 121° 31′ W[3]
- Mount Blum – 7.707 ft (2.349 m) – 48° 45′ N, 121° 29′ W[4]
- Mount Terror – 8.130 ft (2.478 m) – 48° 46′ N, 121° 18′ W[5]
- Mount Triumph – 7.264 ft (2.214 m) – 48° 42′ N, 121° 21′ W[6]